# Viktoria của Baden
Viktoria của Baden (tiếng Đức: Viktoria von Baden; tên đầy đủ: Sophie Marie Viktoria; 7 tháng 8 năm 1862 – 4 tháng 4 năm 1930) là Vương hậu Thụy Điển từ ngày 8 tháng 12 năm 1907 cho đến khi qua đời vào năm 1930 với tư cách là phối ngẫu của Gustaf V của Thụy Điển. Bà hoạt động chính trị theo hướng bảo thủ trong quá trình phát triển nền dân chủ và được biết đến là giữ tư tưởng thân Đức trong Thế chiến thứ nhất.

## Tiểu sử
Đại công nữ Viktoria sinh ngày 7 tháng 8 năm 1862 tại Lâu đài Karlsruhe, Baden, là con gái của Friedrich I xứ Baden và Luise của Phổ. Cha của Viktoria là người con thứ tư của Leopold I xứ Baden và Sofia Wilhelmina của Thụy Điển, con gái của Gustav IV Adolf của Thụy Điển, còn mẹ bà là người con thứ hai của Hoàng đế Đức Wilhelm I và Augusta của Sachsen-Weimar. Viktoria được đặt tên theo tên bác gái là Thái tử phi Victoria của Phổ (Vương nữ Victoria của Liên hiệp Anh), con gái cả của Nữ vương Victoria của Liên hiệp Anh.
Viktoria được dạy kèm riêng bởi các phó mẫu và gia sư, trong một trường học không chính thức tại Cung điện Karlsruhe cùng với các bé gái được tuyển chọn cẩn thận từ tầng lớp quý tộc. Bà được nuôi dạy một cách nghiêm khắc với sự chú trọng vào bổn phận. Viktoria tiếp nhận một nền giáo dục theo chuẩn mực dành cho giới tính và giai cấp của mình, trong đó, tập trung vào nghệ thuật, âm nhạc, ngôn ngữ. Bà có thể chơi piano, vẽ, nói tiếng Pháp và tiếng Anh. Ngoài ra, mẹ của Viktoria thường ra lệnh cho con gái ngủ trên nệm cứng bên cạnh cửa sổ mở, vào thời điểm đó phương pháp này được đề xuất là có lợi vì sẽ làm sức khỏe của đứa trẻ trở nên cứng cáp, nhưng việc làm này được tin là đã mang lại hậu quả xấu cho sức khỏe của Viktoria về sau.
Lễ Thêm sức của Viktoria diễn ra vào năm 1878, sau đó bà ra mắt trong đời sống xã hội của người trưởng thành và các triển vọng hôn nhân bắt đầu được thảo luận.

## Thái tử phi

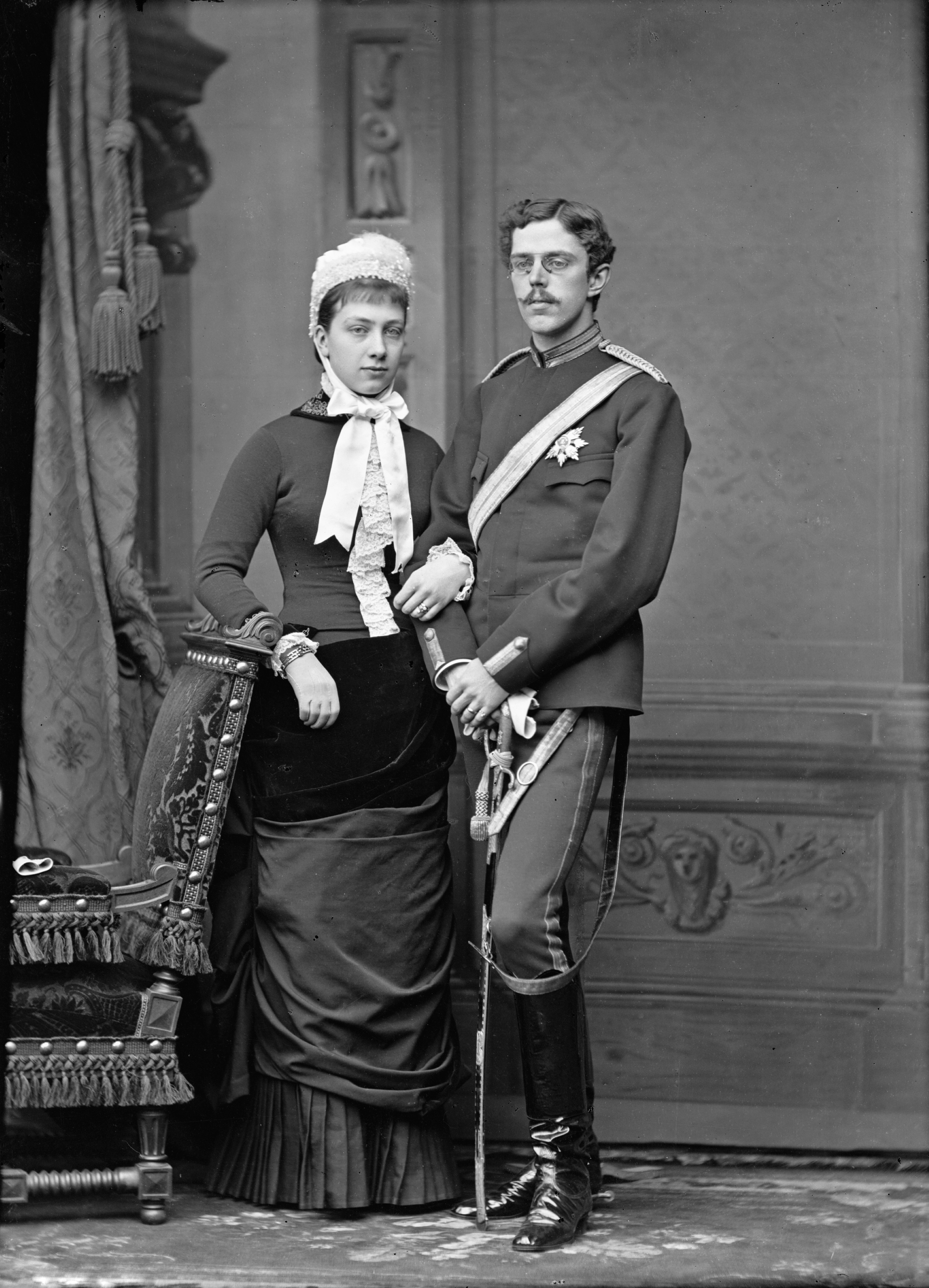
Thái tử phi Viktoria và Thái tử Gustaf của Thụy Điển, những năm 1880.

Vào ngày 20 tháng 9 năm 1881 tại Karlsruhe, Viktoria kết hôn với Thái tử Gustaf của Thụy Điển và Na Uy, con trai cả của Oscar II và Sophia xứ Nassau và từ đó trở đi sử dụng cái tên "Victoria". Hoàng đế và Hoàng hậu Đức cũng có mặt tại đám cưới, và cuộc hôn nhân được sắp xếp như một dấu hiệu cho thấy Thụy Điển thuộc về sự ảnh hưởng của Đức tại châu Âu. Cuộc hôn nhân của Viktoria nổi tiếng tại Thụy Điển, nơi bà được gọi là "Vương nữ Vasa" vì là hậu duệ của triều đại Vasa cũ, và bà nhận được sự chào đón rất long trọng trong đoàn rước chính thức vào Stockholm vào ngày 1 tháng 10 năm 1881. Vào ngày 1 tháng 2 năm 1882, Viktoria và Gustaf đến thăm Oslo, thủ đô của Na Uy và được chào đón bằng đoàn diễu hành gồm 3.000 người cầm đuốc.
Viktoria và Gustaf kết hôn do sự sắp đặt của gia đình và cuộc hôn nhân của được mô tả là không hạnh phúc. Họ có ba người con trai là Gustaf Adolf (người sau này trở thành Gustaf VI Adolf), Wilhelm và Erik. Vào năm 1890–1891, Viktoria và Gustaf du lịch đến Ai Cập để hàn gắn mối quan hệ nhưng không thành, được cho là vì Thái tử phi để ý đến một trong những cận thần, và bà tiếp tục chuyến đi tới Ai Cập vào năm 1891–1892. Sau năm 1889, mối quan hệ cá nhân giữa Viktoria và Gustaf được coi là đã kết thúc, một phần do Gustaf là người song tính theo như đánh giá của Lars Elgklou. Viktoria mắc chứng trầm cảm sau khi sinh đứa con đầu lòng vào năm 1882, sau đó bà thường dành mùa đông tại các spa ở nước ngoài từ năm đó cho đến khi qua đời. Đến năm 1888, những chuyến đi dần khiến Viktoria không được ưa thích và bà bị cho là rất trịch thượng. Năm 1889, Viktoria bị viêm phổi và được các bác sĩ yêu cầu phải dành mùa đông tại vùng khí hậu phía Nam thay vì ở Thụy Điển. Bà đã có mâu thuẫn với cha mẹ chồng về những chuyến du lịch nước ngoài tốn kém.

## Vương hậu

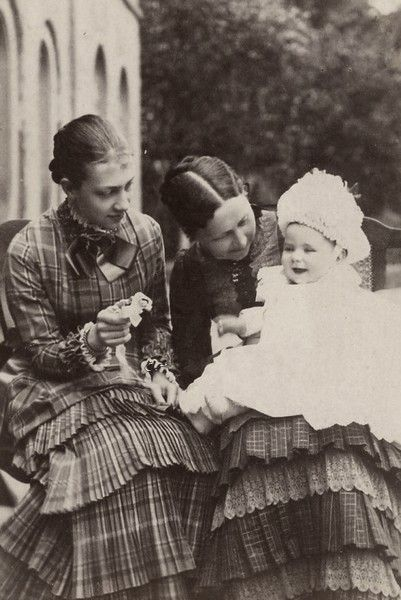
Viktoria cùng mẹ là Luise của Phổ (con gái duy nhất của Wilhelm I, Hoàng đế Đức) và con trai cả Gustaf Adolf, năm 1883.

Viktoria trở thành Vương hậu Thụy Điển sau khi Vua Oscar II qua đời vào ngày 8 tháng 12 năm 1907. Dù chỉ có mặt ở Thụy Điển vào mùa hè nhưng bà vẫn có ảnh hưởng lớn tại triều đình. Viktoria đã sắp xếp cuộc hôn nhân giữa con trai thứ, Wilhelm với Maria Pavlovna của Nga vào năm 1908. Bà cũng tham gia vào nhiều hoạt động từ thiện khác nhau tại Thụy Điển, Đức và Ý.
Vương hậu có ảnh hưởng chính trị đáng kể đối với Gustav V, người thường được coi là thân Đức. Năm 1908, Viktoria có chuyến thăm chính thức tới Berlin cùng Gustav V và được phong làm Đại tá Phổ danh dự thuộc Trung đoàn súng trường (Pomerania) số 34 bởi người anh họ là Hoàng đế Wilhelm II của Đức. Viktoria được miêu tả là một người nghiêm khắc, hiếu chiến và được cho là có trái tim của một người lính Phổ. Bà rất coi trọng kỷ luật, và nếu bất kỳ ai trong đội cận vệ cung điện quên chào Vương hậu thì người đó sẽ thường bị bắt giữ. Ngoài ra, cuộc sống tại triều đình Thụy Điển cũng bị chi phối bởi sự cứng nhắc được Helene Taube, nữ quan yêu thích của Viktoria duy trì. Vương hậu Viktoria có tư tưởng bảo thủ sâu sắc, bà phẫn nộ trước sự giải thể của Liên minh giữa Thụy Điển-Na Uy năm 1905, cuộc Đại đình công năm 1909, và chiến thắng trong cuộc tuyển cử năm 1911 của phe cấp tiến, Xã hội chủ nghĩa cũng như phe tự do. Khi Gustaf Adolf tạm thời làm nhiếp chính vào năm 1912, Viktoria đã cảnh cáo con trai qua những lá thư từ Ý rằng không nên quá "thân mật" với chính phủ được bầu chọn.

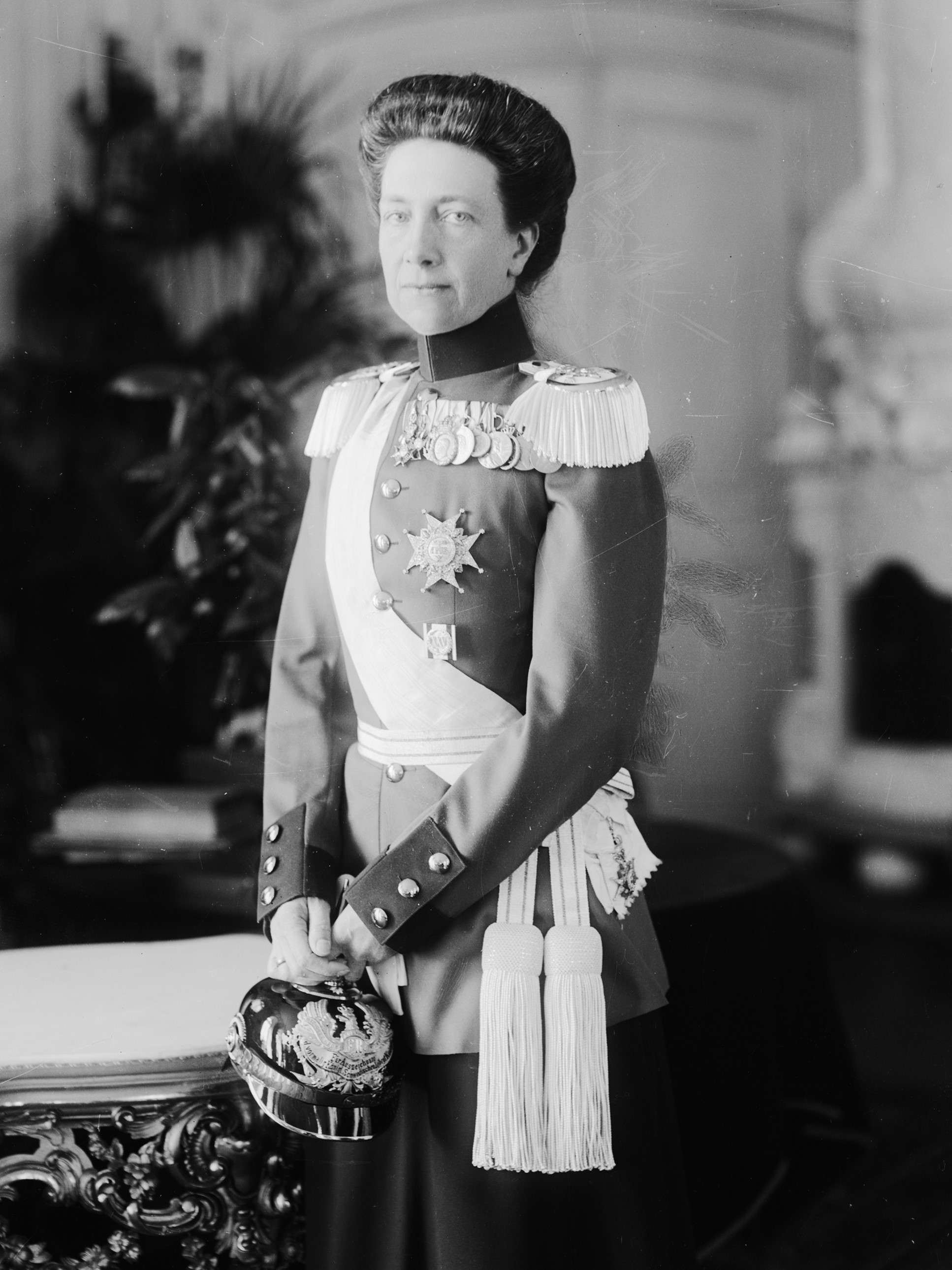
Vương hậu Viktoria trong bộ quân phục Đại tá chỉ huy của Trung đoàn súng trường (Pomerania) số 34, sau đó được đổi tên để vinh danh bà.

Vương hậu Viktoria dần mất đi nhiều sự ủng hộ của người Thụy Điển vì quan điểm thân Đức của mình, đặc biệt là về mặt chính trị trong Thế chiến thứ nhất khi Vương hậu được cho là đã ảnh hưởng rất nhiều đến Gustaf V. Viktoria tặng món quà cá nhân cho mỗi tình nguyện viên người Thụy Điển tham gia lực lượng Đức trong Thế chiến và giữ liên lạc thường xuyên với Hoàng đế Wilhelm II, người mà bà thường đến thăm trong chiến tranh. Ngoài ra Viktoria còn thành lập "Drottningens centralkomittée" ("Ủy ban Trung ương của Vương hậu") để sản xuất thiết bị quốc phòng. Sau cuộc tuyển cử năm 1917, Viktoria vô cùng phẫn nộ trước chiến thắng của Đảng Dân chủ Xã hội và tìm cách ngăn cản họ tham gia vào chính phủ. Ảnh hưởng chính trị của Viktoria được xây dựng dựa trên vị thế quyền lực của Wilhelm II là Hoàng đế Đức và Vua Phổ, và sau khi Wilhelm II bị phế truất vào năm 1918–19 thì vị Vương hậu đã mất đi mọi ảnh hưởng chính trị ở Thụy Điển.
Viktoria có sức khỏe rất kém (phần lớn là do sự điều trị kém của bác sĩ khi còn trẻ) và thường xuyên đi du lịch để cải thiện sức khỏe. Trong những lần mang thai khó khăn, bà được điều trị bằng thủy ngân cùng những loại thuốc nặng không cần thiết, do đó đây có thể là nguyên nhân gây ra tình trạng bệnh mãn tính của Viktoria. Axel Munthe là bác sĩ riêng của Vương hậu từ năm 1892 cho đến lúc bà qua đời, vì lý do sức khỏe Munthe đã khuyên Viktoria nên dành mùa đông tại đảo Capri của Ý. Dù ban đầu còn do dự, nhưng Viktoria đã đến Capri vào mùa thu năm 1901 với sự chào đón long trọng cùng một đám đông hộ tống bà từ Marina Grande đến Khách sạn Paradise. Từ đó trở đi, ngoại trừ trong Thế chiến thứ nhất và hai năm cuối đời, mỗi năm Viktoria đều dành vài tháng tại đây. Sau một thời gian bà quyết định mua nhà riêng tại đảo, đó là một ngôi nhà vườn hai tầng mộc mạc và ấm cúng được đặt tên là Casa Caprile, nơi bà cải tạo cảnh quan rộng rãi bao quanh bởi một khu vườn rậm rạp. Vào những năm 1950, nơi đây trở thành một khách sạn.
Vào hầu hết mỗi buổi sáng, Viktoria đến dinh thự Villa San Michele của Munthe để cùng vị bác sĩ đi dạo quanh đảo. Hai người cũng tổ chức các buổi hòa nhạc vào buổi tối tại San Michele, nơi Vương hậu chơi piano. Họ đều có tình yêu với động vật, với việc Viktoria thường xuyên được nhìn thấy dắt theo một chú chó, ngoài ra Vương hậu được biết đến là đã ủng hộ nỗ lực của Munthe trong việc mua Núi Barbarossa để sử dụng làm khu bảo tồn chim, và nỗ lực cuối cùng đã thành công. Có tin đồn rằng Munthe và Vương hậu là tình nhân nhưng điều này chưa bao giờ được xác nhận.

Vương hậu Viktoria dành nhiều thời gian tại nước ngoài vì khí hậu Thụy Điển không được coi là phù hợp với sức khỏe, và bà hiếm khi có mặt tại đất nước trong những năm cuối đời khi còn là Vương hậu. Viktoria tham gia chuyến thăm chính thức tới Norrland năm 1921, chuyến thăm tới Dalarna năm 1924, và xuất hiện chính thức lần cuối cùng tại Phần Lan năm 1925 với tư cách là Vương hậu. Mặc dù Viktoria sau đó đến thăm Thụy Điển vào dịp sinh nhật của Gustaf V năm 1928, nhưng bà đã không xuất hiện trước công chúng. Tuy nhiên trong lễ kỷ niệm, có người để ý thấy bóng dáng một người phụ nữ đằng sau tấm rèm tại Cung điện Hoàng gia Stockholm, ông vẫy tay chào bà, và bà vẫy khăn tay.đáp lại. Sau đó, Viktoria rời Thụy Điển để đến Ý và không còn quay trở lại.

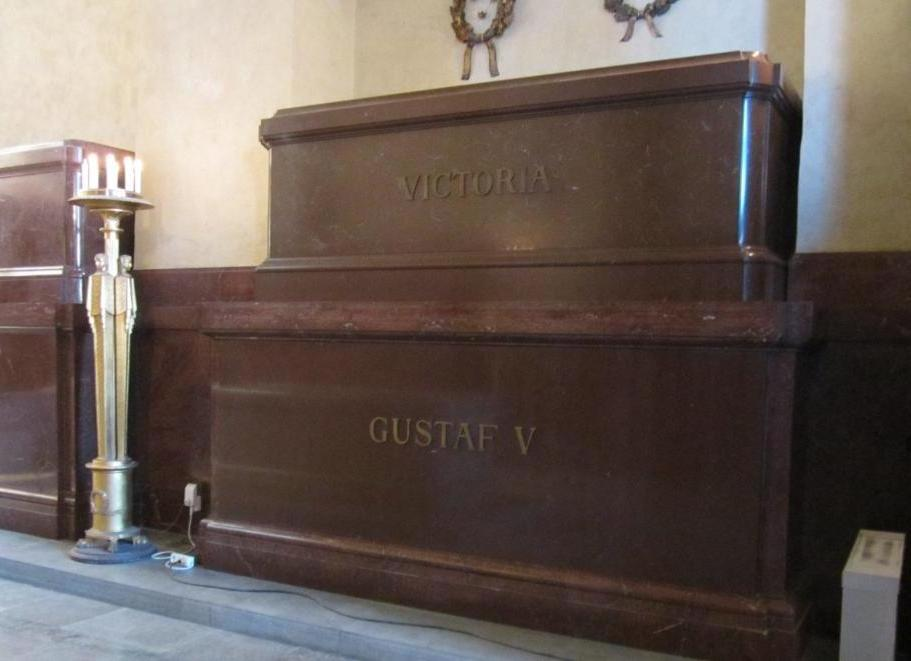
Quan tài của Gustaf V và Viktoria bên trong Nhà thờ Riddarholmen.

## Qua đời
Vào cuối đời khi sức khỏe suy yếu, bác sĩ Munthe khuyên Vương hậu không nên tiếp tục ở lại Capri. Viktoria trở về Thụy Điển một thời gian và xây dựng Cung điện Solliden, một villa theo phong cách Capri, sau đó bà chuyển đến Roma và qua đời vào ngày 4 tháng 4 năm 1930 tại nhà riêng Villa Svezia, thọ 67 tuổi.

## Tước hiệu
- 7 tháng 8 năm 1862 – 20 tháng 9 năm 1881: Her Grand Ducal Highness Victoria of Baden (Viktoria xứ Baden điện hạ)
- 20 tháng 9 năm 1881 – 7 tháng 6 năm 1905: Her Royal Highness the Crown Princess Consort of Sweden and Norway, Duchess of Värmland (Thái tử phi Thụy Điển và Na Uy, Công tước phu nhân xứ Värmland điện hạ)
- 7 tháng 6 năm 1905 – 8 tháng 12 năm 1907: Her Royal Highness the Crown Princess Consort of Sweden, Duchess of Värmland (Thái tử phi Thụy Điển, Công tước phu nhân xứ Värmland điện hạ)
- 8 tháng 12 năm 1907 – 4 tháng 4 năm 1930: Her Majesty the Queen of Sweden (Vương hậu Thụy Điển bệ hạ)

## Huân chương
- Bậc Dame của Huân chương Vương hậu María Luisa (Tây Ban Nha)

## Con cái
| Tên                                | Sinh - Mất                                           | Ghi chú |
| ---------------------------------- | ---------------------------------------------------- | --- |
| Gustaf VI Adolf của Thụy Điển      | 11 tháng 11 năm 1882 – 15 tháng 9 năm 1973 (90 tuổi) | Kết hôn với: 1. Margaret của Connaught (1882–1920), có hậu duệ 2. Louise Mountbatten (1889–1965), có một con gái chết lưu |
| Wilhelm, Công tước xứ Södermanland | 17 tháng 6 năm 1884 – 5 tháng 6 năm 1965 (80 tuổi)   | Kết hôn với Nữ Đại vương công Maria Pavlovna của Nga (1890–1958), có hậu duệ                                              |
| Erik, Công tước xứ Västmanland     | 20 tháng 4 năm 1889 – 20 tháng 9 năm 1918 (29 tuổi)  | Qua đời vì cúm Tây Ban Nha, không có vợ con                                                                               |

## Huy hiệu
| Huy hiệu hôn nhân của Thái tử Gustaf và Thái tử phi Viktoria | Huy hiệu của Viktoria với tư cách là Vương hậu Thụy Điển | Chữ lồng hoàng gia của Vương hậu Viktoria của Thụy Điển |

## Tổ tiên
| \| \| \| \| \| \| \| \| \| \| \| 8. Karl Friedrich xứ Baden \| \| \| \| \| \| \| \| \| \| \| \| \| \| \| \| \| \| \| \| \| \| \| \| \| \| \| \| \| \| \| \| \| \| \| \| \| \| \| \| \| \| \| \| \| \| \| \| \| \| \| 4. Leopold, Đại công tước xứ Baden \| \| \| \| \| \| \| \| \| \| \| \| \| \| \| \| \| \| \| \| \| \| \| \| \| \| \| \| \| \| \| \| \| \| \| \| \| \| \| \| \| \| \| \| \| \| \| \| \| \| \| \| \| \| \| \| \| \| \| \| 9. Luise Karoline xứ Hochberg \| \| \| \| \| \| \| \| \| \| \| \| \| \| \| \| \| \| \| \| \| \| \| \| \| \| \| \| \| \| \| \| \| \| \| \| \| \| \| \| \| \| \| \| \| \| \| \| \| \| \| \| \| \| \| \| \| \| \| \| 2. Friedrich I, Đại công tước xứ Baden \| \| \| \| \| \| \| \| \| \| \| \| \| \| \| \| \| \| \| \| \| \| \| \| \| \| \| \| \| \| \| \| \| \| \| \| \| \| \| \| \| \| \| \| \| \| \| \| \| \| \| \| \| \| \| \| \| \| \| \| 10. Gustav IV Adolf của Thụy Điển \| \| \| \| \| \| \| \| \| \| \| \| \| \| \| \| \| \| \| \| \| \| \| \| \| \| \| \| \| \| \| \| \| \| \| \| \| \| \| \| \| \| \| \| \| \| \| \| \| \| \| \| \| \| \| \| \| \| \| \| 5. Sofia Wilhelmina của Thụy Điển \| \| \| \| \| \| \| \| \| \| \| \| \| \| \| \| \| \| \| \| \| \| \| \| \| \| \| \| \| \| \| \| \| \| \| \| \| \| \| \| \| \| \| \| \| \| \| \| \| \| \| \| \| \| \| \| \| \| \| \| 11. Friederike xứ Baden \| \| \| \| \| \| \| \| \| \| \| \| \| \| \| \| \| \| \| \| \| \| \| \| \| \| \| \| \| \| \| \| \| \| \| \| \| \| \| \| \| \| \| \| \| \| \| \| \| \| \| \| \| \| \| \| \| \| \| \| 1. Viktoria của Baden \| \| \| \| \| \| \| \| \| \| \| \| \| \| \| \| \| \| \| \| \| \| \| \| \| \| \| \| \| \| \| \| \| \| \| \| \| \| \| \| \| \| \| \| \| \| \| \| \| \| \| \| \| \| \| \| \| \| \| \| 12. Friedrich Wilhelm III của Phổ \| \| \| \| \| \| \| \| \| \| \| \| \| \| \| \| \| \| \| \| \| \| \| \| \| \| \| \| \| \| \| \| \| \| \| \| \| \| \| \| \| \| \| \| \| \| \| \| \| \| \| \| \| \| \| \| \| \| \| \| 6. Wilhelm I, Hoàng đế Đức \| \| \| \| \| \| \| \| \| \| \| \| \| \| \| \| \| \| \| \| \| \| \| \| \| \| \| \| \| \| \| \| \| \| \| \| \| \| \| \| \| \| \| \| \| \| \| \| \| \| \| \| \| \| \| \| \| \| \| \| 13. Luise xứ Mecklenburg-Strelitz \| \| \| \| \| \| \| \| \| \| \| \| \| \| \| \| \| \| \| \| \| \| \| \| \| \| \| \| \| \| \| \| \| \| \| \| \| \| \| \| \| \| \| \| \| \| \| \| \| \| \| \| \| \| \| \| \| \| \| \| 3. Luise của Phổ \| \| \| \| \| \| \| \| \| \| \| \| \| \| \| \| \| \| \| \| \| \| \| \| \| \| \| \| \| \| \| \| \| \| \| \| \| \| \| \| \| \| \| \| \| \| \| \| \| \| \| \| \| \| \| \| \| \| \| \| 14. Karl Friedrich xứ Sachsen-Weimar-Eisenach \| \| \| \| \| \| \| \| \| \| \| \| \| \| \| \| \| \| \| \| \| \| \| \| \| \| \| \| \| \| \| \| \| \| \| \| \| \| \| \| \| \| \| \| \| \| \| \| \| \| \| \| \| \| \| \| \| \| \| \| 7. Augusta của Sachsen-Weimar-Eisenach \| \| \| \| \| \| \| \| \| \| \| \| \| \| \| \| \| \| \| \| \| \| \| \| \| \| \| \| \| \| \| \| \| \| \| \| \| \| \| \| \| \| \| \| \| \| \| \| \| \| \| \| \| \| \| \| \| \| \| \| 15. Mariya Pavlovna của Nga \| \| \| \| \| \| \| \| \| \| \| \| \| \| \| \| \| \| \| \| \| \| \| \| \| \| \| \| \| \| \| \| \| \| \| \| \| \| \| \| \| \| \| |                                               |  |  |  |  |  |  |  |  |                            |  |  |  |
| |                                               |  |  |  |  |  |  |  |  | 8. Karl Friedrich xứ Baden |  |  |  |
| |                                               |  |  |  |  |  |  |  |  |                            |  |  |  |
| |                                               |  |  |  |  |  |  |  |  |                            |  |  |  |
| |                                               |  |  |  |  |  |  |  |  |                            |  |  |  |
| | 4. Leopold, Đại công tước xứ Baden            |  |  |  |  |  |  |  |  |                            |  |  |  |
| |                                               |  |  |  |  |  |  |  |  |                            |  |  |  |
| |                                               |  |  |  |  |  |  |  |  |                            |  |  |  |
| |                                               |  |  |  |  |  |  |  |  |                            |  |  |  |
| | 9. Luise Karoline xứ Hochberg                 |  |  |  |  |  |  |  |  |                            |  |  |  |
| |                                               |  |  |  |  |  |  |  |  |                            |  |  |  |
| |                                               |  |  |  |  |  |  |  |  |                            |  |  |  |
| |                                               |  |  |  |  |  |  |  |  |                            |  |  |  |
| | 2. Friedrich I, Đại công tước xứ Baden        |  |  |  |  |  |  |  |  |                            |  |  |  |
| |                                               |  |  |  |  |  |  |  |  |                            |  |  |  |
| |                                               |  |  |  |  |  |  |  |  |                            |  |  |  |
| |                                               |  |  |  |  |  |  |  |  |                            |  |  |  |
| | 10. Gustav IV Adolf của Thụy Điển             |  |  |  |  |  |  |  |  |                            |  |  |  |
| |                                               |  |  |  |  |  |  |  |  |                            |  |  |  |
| |                                               |  |  |  |  |  |  |  |  |                            |  |  |  |
| |                                               |  |  |  |  |  |  |  |  |                            |  |  |  |
| | 5. Sofia Wilhelmina của Thụy Điển             |  |  |  |  |  |  |  |  |                            |  |  |  |
| |                                               |  |  |  |  |  |  |  |  |                            |  |  |  |
| |                                               |  |  |  |  |  |  |  |  |                            |  |  |  |
| |                                               |  |  |  |  |  |  |  |  |                            |  |  |  |
| | 11. Friederike xứ Baden                       |  |  |  |  |  |  |  |  |                            |  |  |  |
| |                                               |  |  |  |  |  |  |  |  |                            |  |  |  |
| |                                               |  |  |  |  |  |  |  |  |                            |  |  |  |
| |                                               |  |  |  |  |  |  |  |  |                            |  |  |  |
| | 1. Viktoria của Baden                         |  |  |  |  |  |  |  |  |                            |  |  |  |
| |                                               |  |  |  |  |  |  |  |  |                            |  |  |  |
| |                                               |  |  |  |  |  |  |  |  |                            |  |  |  |
| |                                               |  |  |  |  |  |  |  |  |                            |  |  |  |
| | 12. Friedrich Wilhelm III của Phổ             |  |  |  |  |  |  |  |  |                            |  |  |  |
| |                                               |  |  |  |  |  |  |  |  |                            |  |  |  |
| |                                               |  |  |  |  |  |  |  |  |                            |  |  |  |
| |                                               |  |  |  |  |  |  |  |  |                            |  |  |  |
| | 6. Wilhelm I, Hoàng đế Đức                    |  |  |  |  |  |  |  |  |                            |  |  |  |
| |                                               |  |  |  |  |  |  |  |  |                            |  |  |  |
| |                                               |  |  |  |  |  |  |  |  |                            |  |  |  |
| |                                               |  |  |  |  |  |  |  |  |                            |  |  |  |
| | 13. Luise xứ Mecklenburg-Strelitz             |  |  |  |  |  |  |  |  |                            |  |  |  |
| |                                               |  |  |  |  |  |  |  |  |                            |  |  |  |
| |                                               |  |  |  |  |  |  |  |  |                            |  |  |  |
| |                                               |  |  |  |  |  |  |  |  |                            |  |  |  |
| | 3. Luise của Phổ                              |  |  |  |  |  |  |  |  |                            |  |  |  |
| |                                               |  |  |  |  |  |  |  |  |                            |  |  |  |
| |                                               |  |  |  |  |  |  |  |  |                            |  |  |  |
| |                                               |  |  |  |  |  |  |  |  |                            |  |  |  |
| | 14. Karl Friedrich xứ Sachsen-Weimar-Eisenach |  |  |  |  |  |  |  |  |                            |  |  |  |
| |                                               |  |  |  |  |  |  |  |  |                            |  |  |  |
| |                                               |  |  |  |  |  |  |  |  |                            |  |  |  |
| |                                               |  |  |  |  |  |  |  |  |                            |  |  |  |
| | 7. Augusta của Sachsen-Weimar-Eisenach        |  |  |  |  |  |  |  |  |                            |  |  |  |
| |                                               |  |  |  |  |  |  |  |  |                            |  |  |  |
| |                                               |  |  |  |  |  |  |  |  |                            |  |  |  |
| |                                               |  |  |  |  |  |  |  |  |                            |  |  |  |
| | 15. Mariya Pavlovna của Nga                   |  |  |  |  |  |  |  |  |                            |  |  |  |
| |                                               |  |  |  |  |  |  |  |  |                            |  |  |  |
| |                                               |  |  |  |  |  |  |  |  |                            |  |  |  |

## Tác phẩm ảnh

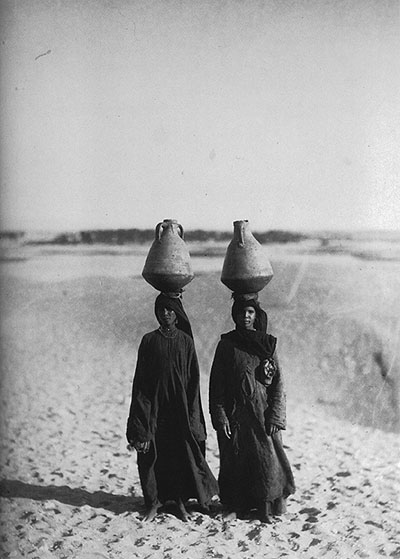
"Trước khi đến trại, chúng tôi bắt gặp một hàng dài phụ nữ beduin mặc váy dài màu xanh." Ảnh: Vương hậu Viktoria của Thụy Điển. Ai Cập, năm 1890.
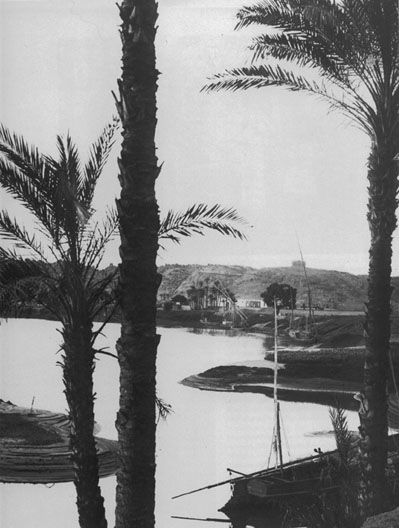
"Sông Nile ở Shellal, bức ảnh chụp vào cuối buổi chiều ngày 15 tháng 2 năm 1891." Vương hậu Viktoria của Thụy Điển. Ai Cập, năm 1891.